# Боровик (річка)
Боровик — річка в Україні, права притока річки Борової. Басейн Сіверського Дінця. Довжина 40 км. Площа водозбірного басейну 232 км². Похил 2,3 м/км. Долина симетрична, завширшки до 2 км. Річище звивисте, шириною 0,5-2 м. Використовується на зрошення.
Бере початок біля с. Барикине. Тече по території Сватівського, Старобільського, Кремінського районів Луганської області.